# 1125 w polityce

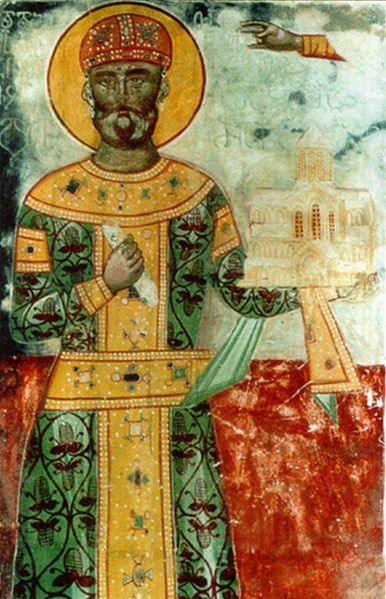
Dawid IV Budowniczy

Wydarzenia polityczne w 1125 roku.

## Wydarzenia
- Początek panowania w Niemczech Lotara z Suplinburga (do 1137)[1][2][2].

## Zmarli
- 24 stycznia Dawid IV Budowniczy, król Gruzji[3][4].
- Włodzimierz II Monomach, wielki książę kijowski[2].
- Henryk V Salicki, cesarz rzymski[1][2][5].